# Adenomera juikitam
Espèce
Adenomera juikitam est une espèce d'amphibiens de la famille des Leptodactylidae.

## Répartition
Cette espèce est endémique de l'État de Goiás au Brésil. Elle se rencontre dans les municipalités de Teresina de Goiás et de Colinas do Sul.

## Publication originale
- Carvalho & Giaretta, 2013 : Bioacoustics reveals two new syntopic species of Adenomera Steindachner (Anura: Leptodactylidae: Leptodactylinae) in the Cerrado of central Brazil. Zootaxa, no 3731, p. 533–551.